# IShowSpeed
Darren Jason Watkins Jr. (Cincinnati, Ohio, 21. siječnja 2005.), poznat online kao IShowSpeed ili jednostavno Speed, američki je YouTuber, reper i streamer. Watkins se smatra jednim od najpopularnijih online streamera i internetskih osoba na svijetu.
Poznat je po svom dramatičnom i energičnom ponašanju koje pokazuje u svojim raznim prijenosima uživo, kao i u svojim prijenosima u stvarnom životu na lokacijama diljem svijeta. Smatra se kulturnim ambasadorom jer njegovi posjeti zemljama često predstavljaju njihove kulture i izume domaćoj i međunarodnoj publici.
Registrirajući svoj YouTube kanal 2016. godine, Watkins je prvi put objavljivao sadržaj o igrama. Počeo je dobivati online pažnju 2021. godine zbog svog provokativnog i energičnog ponašanja poput lajanja i bijesa tijekom igranja. Postao je milijunaš sa 16 godina, a njegova prva veća kupnja bila je kuća za njegovu majku. Godine 2022. počeo je preusmjeravati fokus na sadržaj vezan uz nogomet, postajući vatreni navijač Cristiana Ronalda, često vrteći svoj sadržaj oko podrške igraču.
Watkins je također ostvario repersku karijeru. Potpisao je ugovor s Warner Recordsom za objavljivanje svog singla „World Cup” iz 2022., koji se našao na top listama u nekoliko zemalja. Proglašen je nadolazećim streamerom godine na 12. dodjeli „Streamy nagrada” 2022., i streamerom godine na „Streamer nagradama” 2024. 
Posjetio je Split 7. srpnja 2025. godine. Nosio je dres hrvatska nogometne reprezentacije, bio obučen u rimskog vojnika i jeo je ćevape.